# Cultura di Gumelniţa-Karanovo

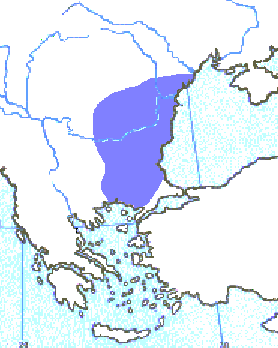
Estensione geografica

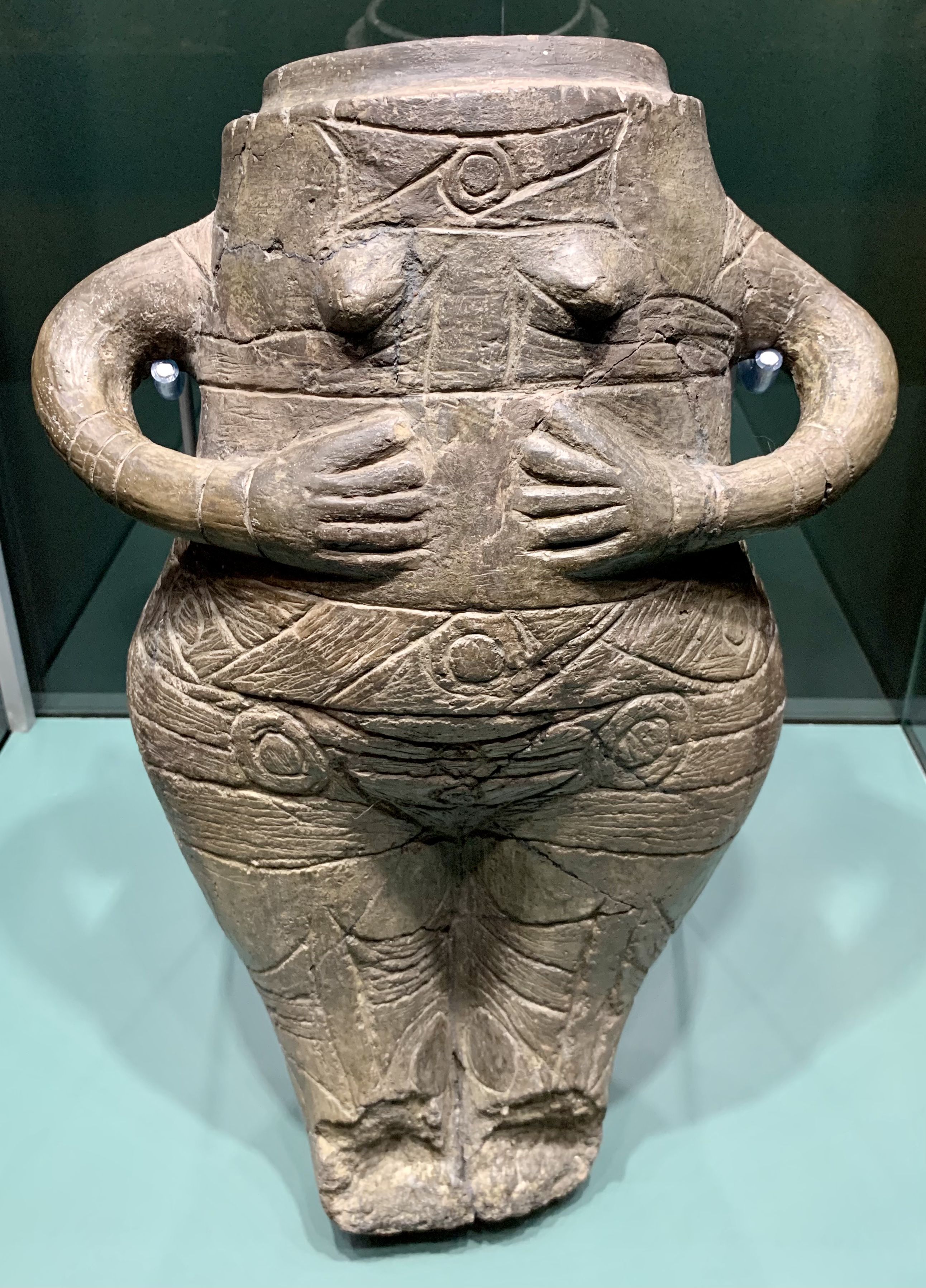
Statuina

La cultura di Gumelniţa-Karanovo (Gumelniţa è un sito sulla sponda sinistra - rumena - del Danubio) è una cultura calcolitica (V millennio a.C.), che si estendeva lungo la costa del Mar Nero fin nella Bulgaria centrale e nella Tracia. L'aggregato "Gumelnita-Karanovo VI-Kodjadermen" successe alle culture precedenti di Boian, Marita e alle culture Karanovo V. La Gumelniţa-Karanovo viene soppiantata dalla Cernavodă I agli inizi del IV millennio a.C.
Gli strati a Karanovo sono utilizzati come un sistema cronologico per la preistoria dei Balcani.
Sono documentati l'allevamento e la agricoltura, sebbene la caccia e la pesca dovevano avere una grande importanza, poiché si sono scoperti un gran numero di arpioni di osso e corno.
L'eccedenza produttiva attraeva spedizioni di saccheggio, come mostra il gran numero di armi in selce che caratterizzano tutto il complesso culturale.
È molto ricco il vasellame, al cui sviluppo contribuì l'uso del forno chiuso e la plastica in argilla: umana e zoomorfica. La prima vincolata alla Dea Madre.
Nelle statuine antropomorfe di osso e negli scheletri vengono a definirsi i caratteri mediterranei.
La cultura di Gumelniţa dura fino all'inizio del II millennio a.C., contemporanea, almeno in parte, alla cultura transilvanica di Petrești.

## Letteratura
- (DE)  Stefan Hiller, Vassil Nikolov (eds.), Karanovo III. Beiträge zum Neolithikum in Südosteuropa Österreichisch-Bulgarische Ausgrabungen und Forschungen in Karanovo, Band III, Vienna (2000), ISBN 3-901232-19-2.